# Сертифајд менаџмент консалтант
Сертифајд менаџмент консалтант (ЦМЦ) (енгл. Certified Management Consultant (CMC)) или, у слободном преводу, Сертификовани (посведочени) пословни консултант је међународни професионални сертификат (сведочанство) за професионалце из области пословног консалтинга, коју додељују институти из 44 земље света (до децембра 2006. године).